# Sprengel-Brombeere
Die Sprengel-Brombeere (Rubus sprengelii) ist eine Pflanzenart aus der Gattung Brombeeren (Rubus) innerhalb der Familie der Rosengewächse (Rosaceae).

## Beschreibung

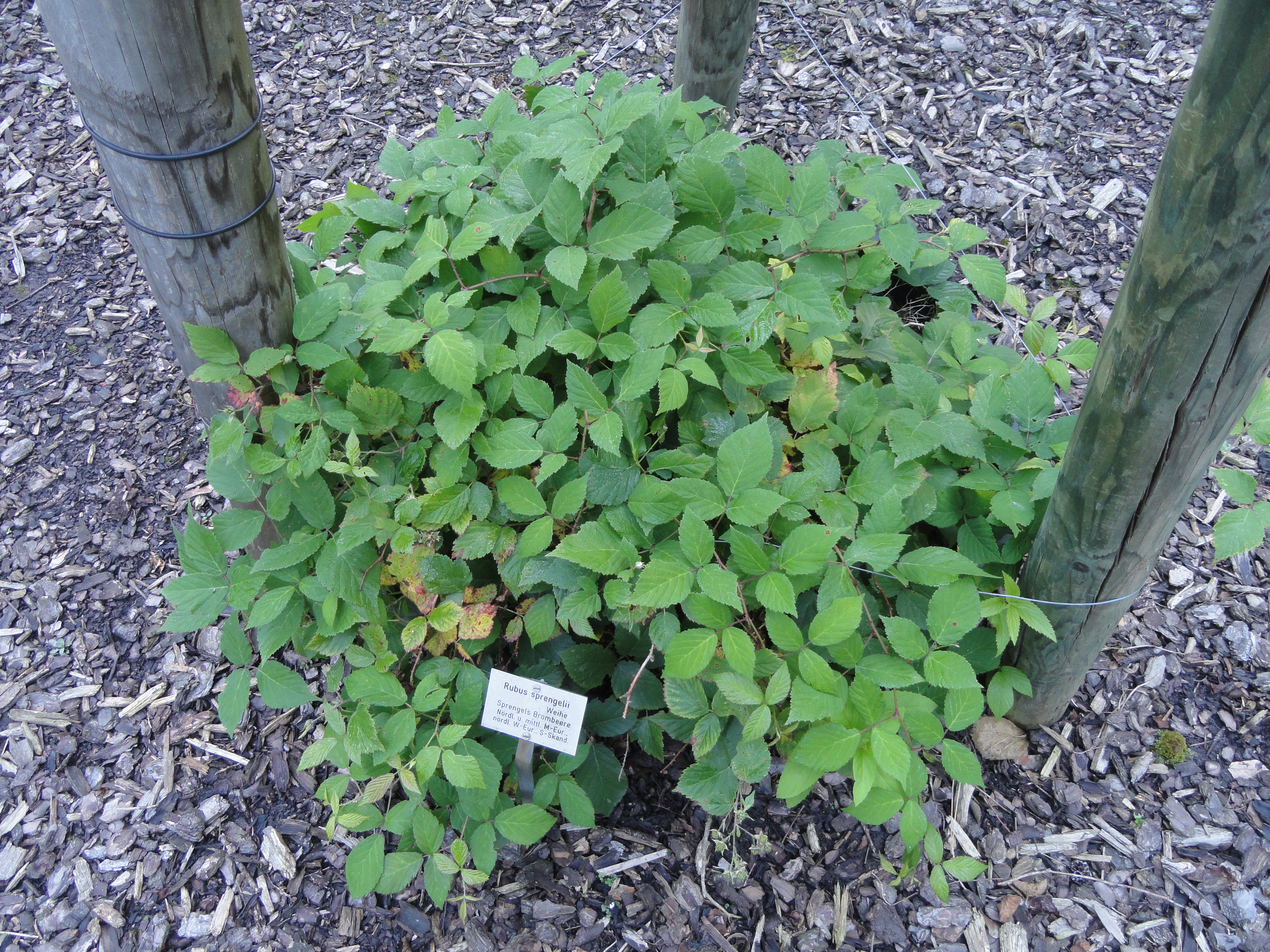
Habitus und Laubblätter

### Vegetative Merkmale
Die Sprengel-Brombeere ist ein sommer- und wintergrüner Scheinstrauch mit bogig bis kriechendem Schössling. Es wird eine Größe (Länge) von 2,5 bis 4 (3 bis 5) Metern erreicht. Der Schössling ist bogig bis kriechend und weist je 5 Zentimeter zwischen 8 und 15, selten 20 5 bis 6 Millimeter lange, sichelförmige Stacheln auf.
Die wechselständig angeordneten Laubblätter sind in Blattstiel und Blattspreite gegliedert. Die Blattspreite ist meist drei- bis fünfzählig fußförmig. Die Blattunterseite ist grün und wenig oder nicht fühlbar behaart. Das Endblättchen ist schmal und verkehrt-eiförmig und der Rand ist 2 bis 3 Millimeter tief gesägt.

### Generative Merkmale
Die Blütezeit reicht von Juni bis August. Der rispige Blütenstand ist sperrig, dünnästig und krummstachelig. Der Blütenstiel ist 15 bis 25 Millimeter lang.
Die zwittrigen Blüten sind radiärsymmetrisch und fünfzählig mit doppelter Blütenhülle. Der mehr oder weniger abstehende Kelch ist etwas bestachelt und behaart. Die fünf freien Kronblätter sind deutlich rosafarben. Nach der Anthese bleiben die Kronblätter nahezu bis zur Fruchtreife im vertrockneten Zustand haften. Die vielen Staubblätter sind etwas kürzer als die Griffel. Die Staubbeutel sind kahl. Die vielen Fruchtknoten sind behaart.
Es wird eine Sammelsteinfrucht gebildet.

## Ökologie
Die Bestäubung erfolgt durch Insekten. Früchte entwickelt sich nach Befruchtung oder durch Apomixis. Die Ausbreitung der Diasporen erfolgt durch Vögel (Endochorie) oder den Menschen.

## Vorkommen und Gefährdung
Das Verbreitungsgebiet liegt im gemäßigten Gebieten Europas.
In Deutschland ist die Sprengel-Brombeere gemein verbreitet im östlichen Niedersachsen, zentral bis südöstlichen Schleswig-Holstein, verbreitet im westlichen Rheinland-Pfalz, Nordrhein-Westfalen, nördlichen Sachsen-Anhalt, westlichen Niedersachsen und Mecklenburg-Vorpommern. Zerstreute Vorkommen gibt es in Sachsen (Erzgebirge), im zentralen Sachsen-Anhalt, nördlichen Brandenburg, Niedersachsen (Südost, Bergland) sowie weiteren Teilen Schleswig-Holsteins. Rubus sprengelii ist unter anderem selten anzutreffen in Hessen, Teilen Bayerns (Nordwesten, Nürnberg) sowie in Thüringen.
Standorte finden sich in Hecken und Gebüschen, sonnigen Waldlichtungen, an Waldrändern und -wegen, aber auch außerhalb des Waldes. Die Sprengel-Brombeere gedeiht am besten auf mittelfeuchten (nicht nass, nicht regelmäßig austrocknend), mäßig nährstoffreichen und kalkfreien Böden. Rubus sprengelii ist ein Säurezeiger, kann gelegentlich jedoch auch auf neutralen Böden vorkommen. Es werden nur geringe Lichtansprüche gestellt; die Sprengel-Brombeere verträgt sowohl volles Licht als auch 30 % relative Beleuchtungsstärke zur Zeit der vollen Belaubung im Wald.
Die Sprengel-Brombeere wird nach der Roten Liste der gefährdeten Pflanzenarten in Deutschland 1996 „nicht als gefährdet angesehen“. Sie ist nach Bundesartenschutzverordnung (BArtSchV) in Deutschland „nicht besonders geschützt“.

## Taxonomie
Die Erstbeschreibung von Rubus sprengelii erfolgte 1819 durch Carl Ernst August Weihe in Flora, 2, Seite 18. Das Artepitheton sprengelii ehrt den deutschen Arzt und Botaniker Kurt Sprengel (1766–1833). Synonyme für Rubus sprengelii Weihe sind: Rubus fruticosus subsp. sprengelii (Weihe) Syme, Rubus atlanticus E.H.L.Krause non Pomel.